# Boutiers-Saint-Trojan
Boutiers-Saint-Trojan – miejscowość i gmina we Francji, w regionie Nowa Akwitania, w departamencie Charente.
Według danych na rok 1990 gminę zamieszkiwało 1478 osób, a gęstość zaludnienia wynosiła 207 osób/km² (wśród 1467 gmin regionu Poitou-Charentes Boutiers-Saint-Trojan plasuje się na 192. miejscu pod względem liczby ludności, natomiast pod względem powierzchni na miejscu 986.).